# Geo-economie
De term geo-economie wordt op verschillende manieren gebruikt. De term wordt met name gebruikt ter aanduiding van de analyse van de strategieën van staten om een geprivilegieerde of dominantie positie in de wereldeconomie te verkrijgen. Begin jaren negentig introduceerde Edward Luttwak de term in een artikel over de verschuiving van geopolitiek naar geo-economie. Militaire conflicten zouden verdwijnen en plaatsmaken voor conflicten gericht op de controle over middelen om welvaart te genereren. Dat bleek niet geheel correct. De geo-economische analyse, als subdimensie van de geopolitieke, is echter verhelderend inzake kwesties zoals de Sovereign Wealth Funds en economische spionage. In Frankrijk is er meer aandacht voor dit onderwerp binnen het kader van het denken over economische oorlogsvoering en de internationale betrekkingen. Aldaar werd in 1997 onder leiding van Pascal Lorot het tijdschrift Géoéconomie opgericht.